# Чебоксары (станция)

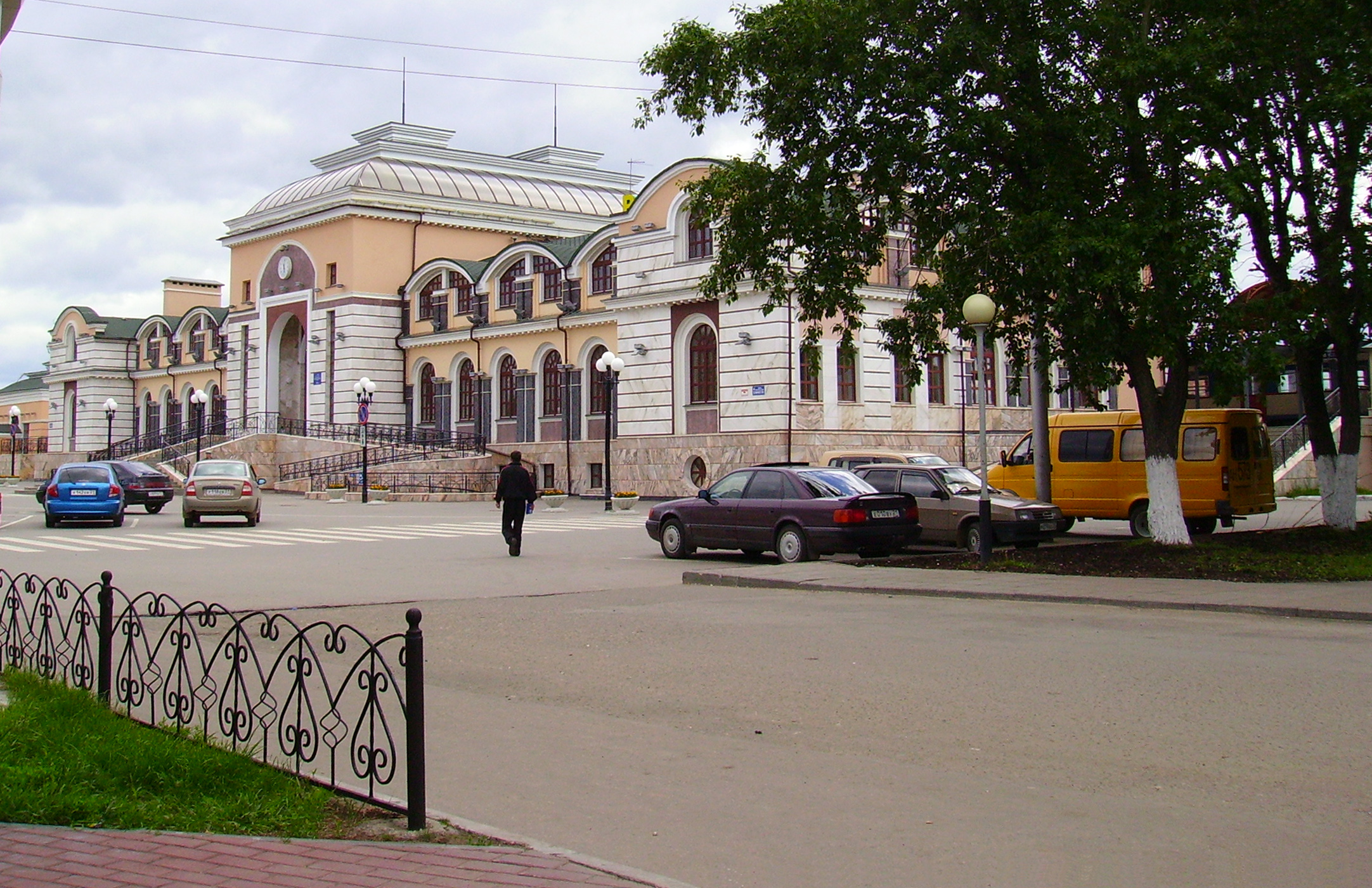
Здание вокзала в 2008 году

Чебокса́ры — железнодорожная станция Горьковской железной дороги ОАО «РЖД», расположена в центральной части города Чебоксары, столицы Чувашии.

## Краткая характеристика
Находится на неэлектрифицированной ветке Канаш — Чебоксары. От станции Железнодорожные пути на станции также не электрифицированы.
Относится к Казанскому региону Горьковской железной дороги. Является конечной станцией для всех пассажирских поездов.
По характеру работы станция отнесена к 1 классу.Станция имеет большое количество подъездных путей. Один из самых крупных путевых узлов — Чебоксарский завод промышленных тракторов.

## История
Железнодорожная станция Чебоксары введена в промышленную эксплуатацию в 1940 году, в соответствии с приказом Народного комиссариата путей сообщения СССР по которому железнодорожная ветка Канаш — Чебоксары введена в постоянную эксплуатацию, с включением её в состав Казанской железной дороги. Железнодорожный вокзал был открыт 30 декабря 1940 года.
Эта линия связала Чувашию с железнодорожной сетью страны. Строительство железнодорожного участка до Чебоксар дало большой толчок для развития промышленности в регионе. Позднее были введены в эксплуатацию парк Чебоксары-2, грузовой двор, маневровый парк Гремячий, была построена сортировочная горка. Главное здание вокзала, построенное в 1940 году, было реконструировано в 2003 году.

## Пассажирское движение
Ежедневно курсирует скорый фирменный поезд «Чувашия» № 53/54 следующий по маршруту Чебоксары — Москва (Казанский вокзал). Также ежедневно из Чебоксар в Москву отправляется скорый поезд № 0071/0072. Оба поезда имеют в составе только двухэтажные вагоны.

Регулярно курсируют беспересадочные вагоны по маршруту Чебоксары — Санкт-Петербург.
С зимы 2014 года по нечетным дням запущены круглогодичные беспересадочные вагоны Чебоксары — Новороссийск, по чётным дням  Чебоксары — Адлер.
Курсируют пригородные поезда по маршруту Канаш — Чебоксары . Пригородное сообщение осуществляет пригородная пассажирская компания «Содружество».

## Проекты
Ранее планировалось построить железную дорогу Чебоксары — Йошкар-Ола по плотине через Чебоксарскую ГЭС.

## Статьи и публикации
- Станции Чебоксары 70 лет. Транспортный комплекс Чувашии. Официальный портал органов власти Чувашской Республики (2010). Дата обращения: 25 августа 2017.